# Más corazón profundo
Más corazón profundo (en inglés: More Deep Heart) es el décimo-cuarto trabajo discográfico en estudio del cantante y compositor colombiano Carlos Vives. Se lanzó el 10 de mayo de 2014 en Colombia y el 13 de mayo en todo el mundo por la compañía Sony Music Latin.
Cuenta con participaciones en las canciones "El mar de sus ojos", con el grupo ChocQuibTown y "Cuando nos volvamos a encontrar", con el cantante puertorriqueño Marc Anthony. 
Este álbum ganó un Premio Grammy como Mejor Álbum Latino Tradicional Tropical en 2015 y dos Grammy Latino como Mejor Álbum Tropical Contemporáneo y Mejor Canción Tropical en 2014.

## Lista de canciones
| Más corazón profundo — Standard edition |                                                      |          |  |
| N.º                                     | Título                                               | Duración |  |
| 1.                                      | «El mar de sus ojos» (con ChocQuibTown)              | 3:53     |  |
| 2.                                      | «Cuando nos volvamos a encontrar» (con Marc Anthony) | 4:38     |  |
| 3.                                      | «Un pobre loco»                                      | 3:56     |  |
| 4.                                      | «Ella es mi fiesta»                                  | 4:06     |  |
| 5.                                      | «Mil canciones»                                      | 3:08     |  |
| 6.                                      | «El sueño»                                           | 4:04     |  |
| 7.                                      | «Las cosas de la vida»                               | 3:27     |  |
| 8.                                      | «Hijo del vallenato»                                 | 3:47     |  |
| 9.                                      | «La cumbia de todos»                                 | 4:18     |  |
| 10.                                     | «Sueños rotos»                                       | 4:17     |  |
| 11.                                     | «Volví a nacer» (Extended Version)                   | 4:03     |  |
| 12.                                     | «La foto de los dos» (Versión salsa)                 | 3:46     |  |
| 13.                                     | «La Copa de todos» (con Monobloco y David Correy)    | 3:09     |  |
| 14.                                     | «La Copa de todos» (con Monobloco y Gaby Amarantos)  | 3:09     |  |

## Posicionamiento

### Ranking semanal
| Ranking (2014)                    | Posición más alta |
| --------------------------------- | ----------------- |
| Argentina (CAPIF)                 | 8                 |
| España (PROMUSICAE)               | 66                |
| Estados Unidos (Top Latin Albums) | 5                 |
| Estados Unidos (Latin Pop Albums) | 3                 |

### Ranking de fin de año
| Ranking (2014)      | Posición |
| ------------------- | -------- |
| US Latin Albums     | 60       |
| US Latin Pop Albums | 13       |

## Remezclas
- Ella es mi fiesta (con Maluma) - 3:11